# Broeke (helling)
Broeke is een straatnaam en een heuvel in de Vlaamse Ardennen gelegen in Ronse in de Belgische provincie Oost-Vlaanderen.
Broeke ligt net ten oosten van de Kruisberg en de Oude Kruisens en ten westen van de Hemelberg.